# Grammodes bifulvata
Grammodes bifulvata är en fjärilsart som beskrevs av W. Warren 1913. Grammodes bifulvata ingår i släktet Grammodes och familjen nattflyn. Inga underarter finns listade i Catalogue of Life.